# Кулієв Кайсин Шувайович
Кулієв Кайсин Шувайович (карач.-балк. Къулийланы Шууаны жашы Къайсын, 1 листопада 1917, село Верхній Чегем, тепер Кабардино-Балкарія, РФ — 4 червня 1985, Чегем, РФ) — балкарський радянський поет, народний поет Кабардино-Балкарської АРСР (1967).

## Біографія
Друкуватися почав 1937. Учасник Другої світової війни. Член КПРС з 1944 року. Депутат Верховної Ради СРСР 5 і 9—10-го скликань. Нагороджений орденом Леніна, орденом Вітчизняної війни II ступеня, іншими орденами, медалями.

## Твори
У ліричному циклі «Мої сусіди» (видано 1957 року) створив образи радянських людей-трудівників. Вірші років Другої світової сійни — «про патріотизм і мужність радянських людей». Цикл «Пісні ущелин» (1947—51) — про історичне минуле балкарського народу. У 1956—1960 роках написав «Горянську поему про Леніна». Автор збірок «Поранений камінь» (1964), «Мир дому твоєму» (1966), «Книга землі» (1972, Державна премія СРСР, 1974) та інших. Перекладач творів Т. Шевченка, присвятив йому вірш «Поет народу» (1939).

## Українські переклади
- Поезії. — К., 1977.